# Aristón de Quíos
Aristón de Quíos (en griego: Ἀρίστων ὁ Χῖος:  Ariston ho Chios; también conocido como Aristo de Chíos; activo hacia el 260 a. C.) fue un filósofo estoico, colega de Zenón de Citio. Concibió un sistema de filosofía estoico, en muchas maneras, cercano al de los primeros filósofos cínicos. Rechazó los aspectos lógicos y físicos de la filosofía defendida por Zenón y enfatizó sus ideas éticas. A pesar de que estaba de acuerdo con Zenón en que la virtud era el bien supremo, negó la idea de que las cuestiones moralmente indiferentes como la salud o la riqueza podían ser clasificadas según son naturalmente preferibles. Siendo un filósofo importante en su día, sus puntos de vista pasaron finalmente a ser marginales ante el auge de los sucesores de Zenón.

## Biografía
Aristón, hijo de Milcíades, nació en la isla de Quíos alrededor del año 300 a. C. Se trasladó a Atenas, donde  asistió a las conferencias de Zenón de Citio, y también durante un tiempo a las de Polemón (director de la Academia de 314 a 269 a. C.). A pesar de formar parte del círculo de Zenón, pronto discrepó de sus enseñanzas, rechazando en gran medida las dos partes no éticas –la física y la lógica– de la filosofía estoica propugnada por Zenón.
Dotado de una elocuencia persuasiva, fue un orador tan brillante que le apodaron la Sirena (en referencia a los míticos cantos de sirena que atraían irresistiblemente a los marineros). También fue llamado Phalanthus, debido a su calvicie. Fundó su propia escuela en el liceo Cinosargo (un lugar asociado con la filosofía de la escuela cínica) y atrajo muchos alumnos, hasta el punto que cuando se le acusó de dañar la dignidad de la filosofía por la facilidad con la que aceptaba a todos los que se acercaban a su escuela, contestó que "deseaba que la naturaleza hubiera dado entendimiento a las bestias salvajes, que también podrían ser capaces de ser sus oyentes". Sus seguidores se llamaron aristonianos, e incluyeron al científico Eratóstenes y a los estóicos Apolófanes, Difilo, y Milcíades.
Debatió intensamente con Arcesilao, el rector de la Academia, defendiendo la epistemología estoica frente a los puntos de vista escépticos. En una ocasión  acusó a Arcesilao de ser: "Platón, su cabeza; Pirrón, su cola; y Diodoro, el resto". Con esto quería señalar que Arcesilao se presentaba como Platónico, la base de sus enseñanzas era la dialéctica de Diodoro, y su filosofía real era la de Pirrón.
En su vejez, aparentemente se apartó del ideal estoico, volviéndose indulgente con el placer. No se sabe cuándo  murió, pero según la tradición se dice que murió por una insolación agravada por su calvicie.

## Filosofía
Zenón dividió la filosofía en tres partes: la Lógica (que era un tema muy amplio que incluía la retórica, la gramática y las teorías de percepción y pensamiento); la Física (que incluye no solo la ciencia, sino también la naturaleza divina del universo); y la Ética, cuyo objetivo final era lograr la felicidad a través de la forma correcta de vivir de acuerdo con la naturaleza. No es posible describir en su totalidad el sistema filosófico de Aristón porque ninguno de sus escritos ha pervivido intacto, pero a partir de los fragmentos conservados por escritores posteriores, parece claro que estuvo fuertemente influenciado por la filosofía anterior de la escuela cínica.

### Lógica
Consideraba que la Lógica carecía de importancia y decía que no tenía nada que ver con nosotros. "Los razonamientos de la dialéctica", dijo, "eran como telarañas, artificialmente construidas, pero por lo demás inútiles". Es poco probable que rechazara toda la lógica, y es notable que Zenón también comparó las habilidades de los dialécticos "con las medidas correctas que no miden el trigo ni nada que valga la pena, sino la paja y el excremento". Según Stephen Menn, Aristón reconoció la necesidad de agregar que las categorías de los estoicos de algún modo están dispuestas en relación con algo.

### Física
También rechazó la Física, diciendo que estaba más allá de nosotros. Esto se refleja en sus puntos de vista con respecto a Dios:

Aristón sostiene que ninguna forma de Dios es concebible, y niega que pueda sentirse, y se encuentra en un estado de completa incertidumbre en cuanto a si es, o no, animado.

Esta idea marcaba una fuerte oposición a Zenón, para quien "el universo estaba animado y poseído por la razón". Sin embargo, sí estuvo de acuerdo con Zenón en que la Naturaleza era comprensible, argumentando en contra de los académicos. Una vez le preguntó a un académico "¿Ni siquiera ves al hombre que está sentado a tu lado?" Y cuando el Académico respondió: "No", entonces dijo Aristón: "¿Quién te ha cegado, quién te ha robado tus ojos?"

### Ética
Para Aristón, la ética era la única rama verdadera de la filosofía, pero también limitaba esta categoría, eliminando su lado práctico: el consejo sobre las acciones individuales era en gran medida inútil:

Aristón sostiene que no se hunde en la mente, teniendo en ella nada más que los preceptos de las viejas esposas, y que el mayor beneficio se deriva de los verdaderos dogmas de la filosofía y de la definición del Bien Supremo. Cuando un hombre ha adquirido una comprensión completa de esta definición y la ha aprendido a fondo, puede imponerse a sí mismo un precepto que indique lo que se debe hacer en un caso dado.

En su opinión, solo el sabio toma decisiones perfectas y no necesita consejos; y para todos los demás con mentes nubladas, el consejo es ineficaz:

La norma jurídica no servirá de nada mientras la mente esté nublada por el error; solo cuando la nube se disperse quedará claro cuál es el deber en cada caso. De lo contrario, simplemente le mostrarás al enfermo lo que debería hacer si estuviera bien, en lugar de hacerlo sentir bien.

El propósito de la vida era buscar el Bien Supremo, y aquí Aristón planteó un desafío a Zenón. Si bien coincidió con Zenón en que la Virtud era el bien supremo, rechazó por completo la idea de que las ventajas externas (salud, riqueza, etc.), aunque moralmente "indiferentes", podrían clasificarse en términos de si son naturalmente preferibles o no:

Aristón de Quíos negó que la salud, y todo lo similar a ella, sea un indiferente preferido. Llamarlo "indiferente preferido" es equivalente a juzgarlo como bueno, y diferente, prácticamente solo de nombre; porque sin excepción, las cosas indiferentes como la virtud y el vicio no tienen ninguna diferencia, y algunas de ellas son preferidas por naturaleza mientras que otras son menospreciadas, pero frente a las diferentes circunstancias de las ocasiones, ni los que se dice que son preferidos resultan ser que se prefieren incondicionalmente, ni se sostiene que los que se dice que son menospreciados por necesidad son preferidos; porque si los hombres sanos tuvieran que servir a un tirano y fueran destruidos por esta razón, mientras que los enfermos debiesen ser liberados del servicio y, con ello, también de la destrucción, el sabio eligiría en esta circunstancia preferir la enfermedad que la salud.

Zenón habría estado de acuerdo en que podría haber circunstancias en las que uno podría elegir la enfermedad por el bien del mundo, pero para Zenón, la salud es un estado naturalmente preferible; Aristón rechazaba este punto de vista. Para Aristón, no solo hay momentos en los que la enfermedad puede preferirse a la salud (la salud no siempre se puede preferir incondicionalmente), sino que la salud ni siquiera es una ventaja natural, y uno nunca puede suponer que es mejor que la enfermedad. Aunque el sabio puede (y a menudo debe) elegir entre varias cosas indiferentes, nunca debería cometer el error de suponer que podrían ser naturalmente preferidas.
Para Zenón, el bien principal era vivir de acuerdo con la naturaleza; para Aristo, el principal bien fue:

...vivir en perfecta indiferencia a todas aquellas cosas que son de un carácter intermedio entre la virtud y el vicio; no haciendo la más mínima diferencia entre ellos, sino considerándolos a todos en un pie de igualdad. Para eso, el sabio se asemeja a un buen actor; quien, ya sea que esté representando el papel de Agamenón o el de Tersites, los realizará igualmente bien.

El mayor bien es, pues, seguir a la virtud como el bien supremo, evitar el vicio como el mal supremo y vivir en un estado de perfecta indiferencia hacia todo lo demás. Aristón, sin embargo, estuvo de acuerdo con Zenón en la unidad de la virtud, incluso si a menudo se etiqueta como cosas diferentes:

Aristón convirtió la virtud de una cosa en su esencia, y la llamó salud; pero en lo que de alguna manera estaba relacionado, hizo las virtudes diferenciadas y plurales, como si uno quisiera dividir nuestra visión en una que capta las cosas de colores claros a la luz, y otra que percibe las de color oscuro. Porque la virtud al considerar las cosas que se deben hacer y las que no se deben hacer se llama sabiduría, pero se llama templanza cuando pone orden en nuestros apetitos y define lo que es mesurado y oportuno en los placeres, y se llama justicia cuando se ocupa de empresas conjuntas y contratos con otra gente.

Sigue existiendo el problema de cómo se puede alcanzar un estado virtuoso si no se pueden hacer elecciones racionales entre las cosas de la vida que se prefieren y se excluyen, y solo tiene un objetivo abstracto de virtud perfecta. Aristón dejó la pregunta sin respuesta, y los escritos de Cicerón en el primer siglo antes de Cristo sentaron lo que ha sido la visión habitual de la filosofía de Aristón desde entonces:

Porque si sostuviéramos que todas las cosas son absolutamente indiferentes, toda la vida quedaría sumida en la confusión, como lo hace Aristón, y no se podría encontrar ninguna función o tarea para la sabiduría, ya que no habría absolutamente ninguna distinción entre los asuntos que pertenecen a la conducta de la vida, y no se debe ejercer ninguna elección entre ellas.

Independientemente de si este punto de vista es correcto o no, Aristón claramente pensó que estaba haciendo algo más positivo que interpretar a la escuela cínica y tratar de socavar las raíces del sistema estoico:

Aquel que se ha equipado a sí mismo para toda la vida no necesita ser advertido sobre cada elemento por separado, porque ahora está entrenado para enfrentar su problema como un todo; porque no conoce simplemente cómo debería vivir con su esposa o su hijo, sino que conoce cómo debería vivir correctamente.

## Legado
Aristón llegó a ser considerado como una figura marginal en la historia del estoicismo, pero en su época, fue un filósofo importante cuyas conferencias atrajeron grandes multitudes. Eratóstenes, que vivió en Atenas cuando era joven, afirmó que Aristón y Arcesilao eran los dos filósofos más importantes de su época. Pero fue el más moderado Zenón, no el radical Aristón, quien impondría sus puntos de vista. Crisipo de Solos (director de la escuela estoica desde el año 232 al 206 a. C.), sistematizó el estoicismo según las líneas establecidas por Zenón, y al hacerlo, se vio obligado a atacar repetidamente a Aristón:

Mantener que lo único Bueno es el Valor Moral, es eliminar el cuidado de la propia salud, la administración de los bienes, la participación en la política, la conducta, los deberes de la vida; más aún, es abandonar ese valor moral en sí mismo, que de acuerdo contigo es el ser y el fin de la existencia; estas son las objeciones que Crisipo esgrimió más seriamente contra Aristón.

Y, sin embargo, Aristón nunca se fue del todo, como se puede ver por las reiteradas referencias a sus puntos de vista realizadas por escritores posteriores. Al esbozar una versión del estoicismo arraigada en la filosofía cínica, proporcionó una fuente fructífera de reflexión tanto para los partidarios como para los oponentes del estoicismo desde entonces.
Escribió también varias obras, desgraciadamente desaparecidas, de las que nos han dejado fragmentos autores como Plutarco.